# Zagadka Whitehall

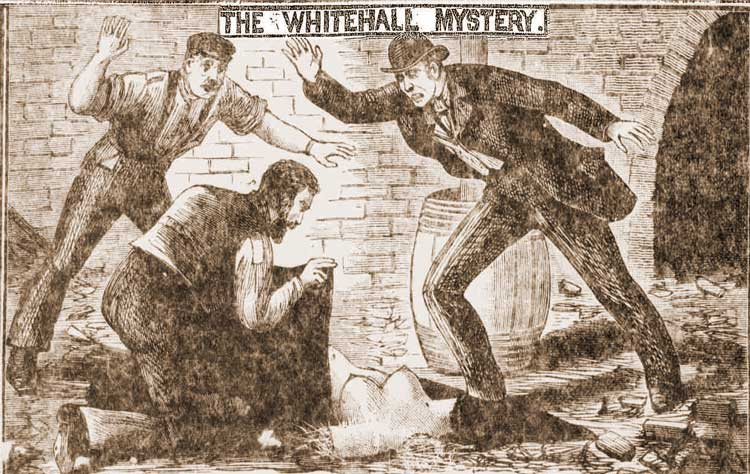
Dziewiętnastowieczna ilustracja w gazecie „The Illustrated Police News”

Zagadka Whitehall (ang. Whitehall Mystery) – nazwa nadana tajemniczemu morderstwu, do którego doszło w Londynie w 1888 roku. Sprawa nie została rozwiązana, a sprawcy bądź sprawców nie udało się ująć.

## Pierwsze odkrycia
2 października 1888 roku podczas budowy nowej siedziby Scotland Yardu na obszarze Victoria Embankment (okolice Whitehall) w Westminster jeden z pracujących odnalazł pakunek zawierający bezgłowy i pozbawiony kończyn tors kobiety. Leżał on w istniejących zaledwie od trzech miesięcy piwnicach nowo wznoszonego gmachu. Ostatnią osobą, która zaglądała do piwnic, był robotnik Richard Lawrence i miało to miejsce 29 września 1888 roku, przyjęto więc, że ciało musiało zostać podrzucone po tej dacie (miejsce nie było w żaden sposób zabezpieczone). Korpus owinięty był w tkaninę, prawdopodobnie czarną halkę, i obwiązany sznurkiem.
Chirurg Thomas Bond stwierdził, że do ofiary tej zbrodni należało również odnalezione 11 września 1888 roku na błotnistym brzegu Tamizy prawe ramię oraz bark, początkowo uznane przez redaktorów gazety „The Times” za makabryczny dowcip studentów medycyny.

## Spekulacje
W prasie pojawiły się spekulacje na temat związku zagadki Whitehall z działalnością Kuby Rozpruwacza, jednak policja zanegowała je. Śledztwo prowadzone przez koronera Johna Troutbecka rozpoczęto 8 października 1888 roku. Na podstawie badań uznano, że kobieta będąca ofiarą morderstwa była „wysoka i dobrze odżywiona” oraz miała około 24 lat. Zabójca usunął ofierze macicę, podobnie jak Annie Chapman i Catherine Eddowes, uznawanym powszechnie za ofiary Kuby Rozpruwacza. Prawa ręka kobiety została odcięta pośmiertnie w sposób wskazujący, iż sprawca znał się na anatomii, a upływ krwi z rany został zatrzymany opaską uciskową. Kobieta była ubrana w satynową sukienkę, prawdopodobnie nosiła ją także w chwili śmierci. Przy jej ciele odkryto fragmenty gazet: „Echo” z 24 sierpnia oraz pozbawionej daty „Chronicle”. Przyczyna śmierci kobiety jest nieznana, jednak na pewno nie było nią uduszenie lub utonięcie.
Lewe płuco nosiło wyraźne ślady zapalenia opłucnej. Nic nie wskazywało na to, by ofiara w chwili zgonu była w ciąży. Serce, prawe płuco, wątroba, nerki, żołądek oraz śledziona były w dobrym stanie. Oszacowano, że od zgonu minęło od sześciu tygodni do dwóch miesięcy. Kobieta miała jasną skórę, ciemne włosy i z pewnością nie pracowała fizycznie.

## Późniejsze odkrycia
Jeden z reporterów, za zgodą policji, z użyciem psów i przy pomocy robotników odnalazł zakopaną na placu budowy lewą nogę ofiary, odciętą tuż pod kolanem. Pozostałych części ciała nie udało się odszukać, nie powiodły się także próby identyfikacji kobiety, będącej ofiarą tajemniczego morderstwa. Obecna siedziba Scotland Yardu, jednej z najbardziej znanych policji świata, znajduje się więc paradoksalnie w miejscu odkrycia nierozwiązanej zagadki kryminalnej.